# Emmeorhiza
Emmeorhiza é um género botânico pertencente à família Rubiaceae.